# قومية ألبانية

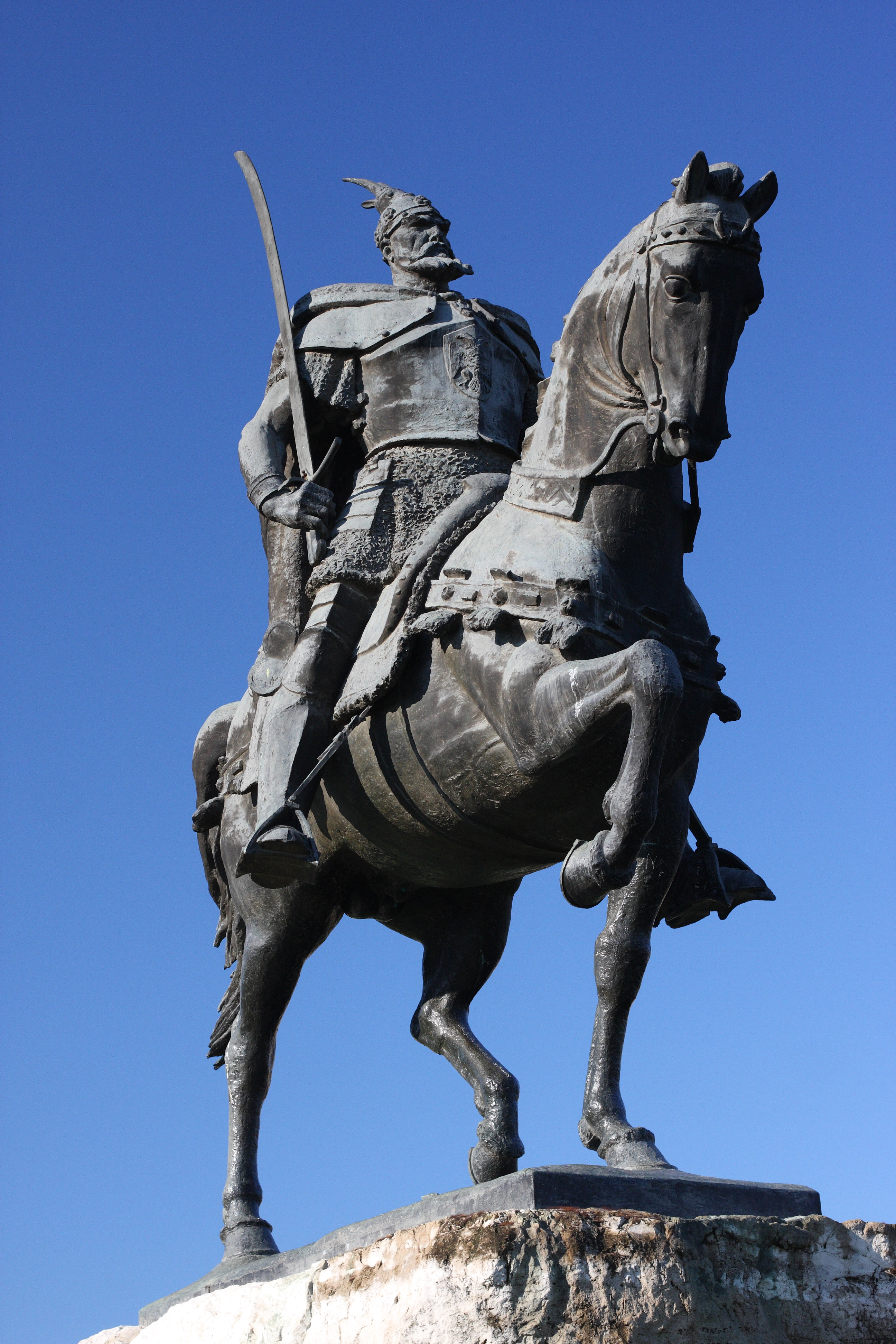
تمثال إسكندر بك في تيرانا

القومية الألبانية هي مجموعة عامّة من الأفكار والمفاهيم القومية التي وضعها الإثنيون الألبان والتي شُكّلت لأوّل مرّة في القرن التاسع عشر خلال الصحوة القومية الألبانية (الألبانية: ريليندجا). ترتبط القومية الألبانية أيضًا بمفاهيم مماثلة، مثل الألبانية (شقيبتاريا أو شقبتاريزمي) والقومية الألبانية (بانشقيبتاريزمي) التي تتضمّن أفكارًا تنطوي على إنشاء دولةٍ ألبانية موسّعة جغرافيًا أو ألبانيا الكبرى التي تشمل أراضي البلقان المجاورة ذات الغالبية الألبانية.
خلال أواخر فترة الحكم العثماني، كان الألبان في غالبيتهم من المسلمين ويتمتّعون بروابط وثيقة مع الإمبراطورية العثمانية. أدّى عدم وجود دولة ألبانية مستقلّة سابقة يمكن الارتكاز عليها إلى بزوغ القومية الألبانية لاحقًا بطريقةٍ مختلفة عن القوميات المجاورة للصرب واليونانيين. حفّزت بداية الأزمة الشرقية (سبعينيات القرن التاسع عشر) التي هدّدت فيها الدول المسيحية الأرثوذكسية المجاورة بتقسيم أراضي البلقان المأهولة بالسكان الألبان ظهور فترة ريليندجا (الصحوة القومية الألبانية) والحركة القومية. خلال القرن التاسع عشر، ساهمت بعض التأثيرات العلمية الغربية، والمغتربون الألبان مثل الأربريشتيون وشخصيات الصحوة القومية الألبانية مساهمةً كبيرة في نشر التأثيرات والأفكار بين ألبان البلقان في سياق تقرير المصير الألباني. من بين تلك الأفكار التي ساهمت فيها الإيليرية في الإثنولوجيا الألبانية التي ما زالت تهيمن على القومية الألبانية في العصر الحديث والشعوب القديمة الأخرى التي اتخذوها أسلافًا لهم، ولا سيما البيلاسجيين الذين زعموهم مرّة أخرى في الآونة الأخيرة.
نظرًا لوجود مطالبات إقليمية متداخلة ومتنافسة مع قوميات ودول البلقان الأخرى على الأرض التي تعود إلى أواخر العهد العثماني، فإن هذه الأفكار تشكّل خرافات قومية تهدف إلى إرساء الأولوية على حساب الشعوب المجاورة (السلاف واليونانيون) والسماح بحركات الاستقلال وتقرير المصير، فضلًا عن مطالبات توسّعية ضد الدول المجاورة. كانت مشاعر القومية الألبانية حاضرة أيضًا وتاريخيًا لم تتحقّق إلا مرّة واحدة عندما وحّدت قوات المحور الإيطالية جزءًا من كوسوفو ومقدونيا الغربية لتنشئ محميةً ألبانية تابعة للمملكة الإيطالية خلال الحرب العالمية الثانية. تحمل القومية الألبانية سلسلة من الأساطير المتعلّقة بالأصول الألبانية والنقاء الثقافي والتجانس الوطني والاعتدال الديني كأساسٍ للهوية القومية الألبانية والنضال القومي المستمر. تعدّ شخصية سكانديربيرج أحد الأساطير التأسيسية للقومية الألبانية التي تستند على شخص، بينما تتمحور الأساطير الأخرى حول الأفكار والمفاهيم المجرّدة والجماعية.

## التاريخ

### معلومات أساسية
يجادل بعض المؤلّفين بأن القومية الألبانية، بخلاف نظيراتها اليونانية والصربية، لها أصول في سياقٍ تاريخي مختلف لم يكن وليد صراعٍ معادٍ للعثمانيين، وبدلًا من ذلك يعود إلى فترة الأزمة الشرقية (1878) والتهديد الصربي واليوناني بالتقسيم الإقليمي للبلاد، بينما ترى وجهات نظر آخرين أن القومية الألبانية ظهرت في فترةٍ سابقة كحركة إصلاحٍ مجتمعي تحوّلت إلى حركة جيوسياسية كردّة فعلٍ على أحداث عام 1878، ولمواجهة سياسات الحكم العثماني وسياسات القوميات البلقانية المنافسة. إن التنافس مع الجيران على المناطق المتنازع عليها أجبر الألبان على الدفاع عن أمّتهم المنشودة وطلب الدعم من القوى الأوروبية. لا يتفق بعض العلماء مع الرأي الذي يشير إلى أن القومية الألبانية ظهرت في عام 1878 أو يجادلون بأن منظور تحديد تاريخ بدءٍ معيّن هو أمرٌ خاطئ، ولكن هذه الأحداث تعتبر على نطاقٍ واسع لحظةً حاسمة أدّت إلى تسييس الحركة القومية الألبانية وظهور الخرافات التي جرى نسجُها لتصبح جزءًا من الميثولوجيا القومية الألبانية التي يُعبّر عنها في العصر الحديث ضمن الثقافة والذاكرة الجماعية الألبانية. كما دفع ذلك السياق التاريخي الحركة القومية الألبانية على اتخاذ وضعيةٍ دفاعية في استشرافها؛ إذ سعى القوميون إلى التأكيد القومي ومواجهة ما اعتبروه انحسارًا في المشاعر وتراجعًا في اللغة القومية. بحلول القرن التاسع عشر، قُسّم الألبان إلى ثلاث مجموعاتٍ دينية. كان للألبان الكاثوليك بعض التعبيرات اللغوية الإثنية الألبانية في المدارس والكنيسة بسبب الحماية النمساوية الهنغارية المفروضة ورعاية رجال الدين الإيطاليين. كان قدّاس الألبان الأرثوذكس في ظل بطريركية القسطنطينية يُحيا باللغة اليونانية بالإضافة إلى استخدام اليونانية في المدارس. وفي أواخر الفترة العثمانية التي عُرفت أساسًا بالطموحات القومية اليونانية، شكّل الألبان المسلمون خلال هذه الفترة حوالي 70% من إجمالي سكان البلقان الألبانيين في الإمبراطورية العثمانية التي يُقدّر عدد سكانها بأكثر من مليون نسمة.

### الأزمة الشرقية والصحوة القومية الألبانية
«بما أننا لسنا أتراكًا ولا نرغب في أن نكون كذلك، سنعارض بكل قوّتنا أي شخصٍ يرغب في تحويلنا إلى سلافيين أو نمساويين أو يونانيين، فنحن نريد أن نكون ألبانيين».
- مقتطفٌ من مذكرة عصبة بريزرين إلى الوفد البريطاني في مؤتمر برلين عام 1878
يا ألبانيا
أيها الألبان، أنتم تقتلون أهلكم
مُنقسمون في مئة فصيل
يؤمن البعض بالرب أو الله
قُل «أنا تركي» أو «أنا لاتيني»
قُل «أنا يوناني» أو «أنا سلافي»
لكنكم أيّها الإخوة، أناسٌ بائسون!
لقد خدعكم الكهنة والخواجة
لتقسيمكم، لإبقائكم تعساء....
من لديه قلبٌ ليدعها تهلك،
ذات مرّة بطلة، والآن أُنهكت!
الأمّ المحبوبة، أنجرؤ على تركها
تسقط تحت كعب حذاء الأجنبي؟
انهض، أيها الألباني، من سباتك،
دعونا، أيها الإخوة، نقسم بما يجمعنا
وألا نصرف اهتمامنا بالكنيسة أو بالمسجد،
الدين الألباني هو الألبانية [أن تكون ألبانيًا]!

مقتطف من «يا ألبانيا» بقلم باشكو فاسا، 1878.
مع تعاظم الأزمة الشرقية، أصبح الألبان المسلمون ممزقين بين الولاء للدولة العثمانية والولاء للحركة القومية الألبانية الناشئة. اعتُبر الإسلام والسلطان والإمبراطورية العثمانية تقليديًا مرادفًا للانتماء إلى الطائفة الإسلامية الأوسع. دعت الحركة القومية الألبانية إلى تقرير المصير وسعت جاهدةً لتحقيق الاعتراف الاجتماعي والسياسي للألبانيين كشعبٍ ولغة مستقلين داخل الدولة. كانت القومية الألبانية حركة بدأت بين المثقفين الألبان دون أن يكون هنالك طلبٌ شعبي من عامّة السكان الألبان. دفعت الأحداث الجيوسياسية القوميين الألبان، والعديد منهم من المسلمين، إلى الابتعاد عن العثمانيين والإسلام والقومية الإسلامية العثمانية الصاعدة التي كانت لدى السلطان عبد الحميد الثاني. خلال الحرب الروسية التركية، أقدم الجيش الصربي الوافد بطرد معظم السكان الألبان المسلمين من منطقتي توبليكا ونيش إلى كوسوفو مما أدّى إلى ظهور عصبة بريزرين (1878-1881) كردّ فعل على الأزمة الشرقية. أنشأت مجموعة من المثقفين الألبان عصبة بريزرين لمقاومة التقسيم بين دول البلقان المجاورة وللتأكيد على الوعي القومي الألباني من خلال توحيد الألبان ضمن إطار دولةٍ لغوية وثقافية موحّدة. أيّدت الدولة العثمانية لفترةٍ وجيزة مزاعم العصبة، إذ كانت ترى أنه المرجّح للقومية الألبانية منع المزيد من الخسائر الإقليمية لدول البلقان المستقلة حديثًا. ولّدت الأزمة الجيوسياسية بدايات فترة الصحوة القومية الألبانية. منذ عام 1878 وما تلاه، كان القوميون والمفكّرون الألبان، الذين ظهروا كأول علماءٍ ألبان حديثين، منشغلين بالتغلّب على الاختلافات اللغوية والثقافية بين المجموعات الفرعية الألبانية (الجيغزيون والتوسكيون) والانقسامات الدينية (المسلمون والمسيحيون). في ذلك الوقت، لم يُتح لأولئك العلماء الوصول إلى العديد من المصادر الأولية لبناء فكرة أن الألبان كانوا من نسل الإيلريين، في حين أن ألبانيا الكبرى لم تكن تعتبر أولوية. بالمقارنة مع نظرائهم في البلقان، كان هؤلاء السياسيون والمؤرخون الألبان معتدلين للغاية وكان هدفهم الأساسي هو تحقيق الاعتراف الاجتماعي والسياسي والاستقلال الذاتي للألبانيين تحت الحكم العثماني. كان الألبان المشاركون في هذه الأنشطة منشغلين بجمع الأدلة وكشفها، وفي بعض الأحيان اختلاق الحقائق لتبرير الادعاءات «لإثبات» التمييز الثقافي والشرعية التاريخية للألبانيين باعتبارهم أمّة مستقلة.
أخذ الأربريشتيون، وهو مجتمع ألباني في الشتات استقر في جميع أرجاء جنوب إيطاليا منذ فترة العصور الوسطى، زمام المبادرة من الحركة الوطنية الإيطالية، وبدأوا في ترويج ونشر الأفكار القومية من خلال تعريفهم على ألبان البلقان. كان من أبرزهم جيرولامو دي رادا، جوزيبي شيريو وديميتريو كاماردا، الذين تأثّروا بالأدب الذي ألّفه العلماء الغربيون عن ألبانيا وأشاروا في أعمالهم الأدبية إلى سكانديربيرغ والماضي ما قبل العثماني، مع الإشارة إلى بيروس الإبيري والإسكندر المقدوني. في حين كان الألبان المسلمون (وخاصةً البكتاشية) منخرطين بعمق في الصحوة القومية الألبانية في رسم العديد من الشخصيات مثل فيك كونيتزا وإسماعيل كمال ومدحت فراشيري وشاهين كولونجا وآخرين يدافعون عن المصالح الألبانية وتقرير المصير. لعب الحكم البكتاشي الصوفي في أواخر العهد العثماني في جنوب ألبانيا أيضًا دورًا خلال الصحوة القومية الألبانية من خلال تنمية اللغة والثقافة الألبانية وتعزيزهما وكان يحظى بأهمية في بناء الإيديولوجية الألبانية القومية. من بين الشخصيات الألبانية الكاثوليكية المعنية، برينك دوسي وجيرج فيشتا وباشكو فاسا، الذي نظم القصيدة الشهيرة «يا ألبانيا» التي دعت الألبان إلى التغلّب على الانقسامات الدينية من خلال إرساء ألبانيا موحّدة. أصبح آخر مقطعٍ من قصيدة باشكو فاسا (دين الألباني هو الألبانية) خلال فترة الصحوة القومية وبعد ذلك شعارًا للقوميين الألبان.